# أندرو جوردن
أندرو جوردن (بالإنجليزية: Andrew Jordan)‏ هو لاعب كرة قدم أمريكية أمريكي، ولد في 21 يونيو 1972 في تشارلوت في الولايات المتحدة.

## وصلات خارجية
- أندرو جوردن على موقع مرجع كرة القدم المحترفة.كوم (الإنجليزية)